# Muchówki holoptyczne

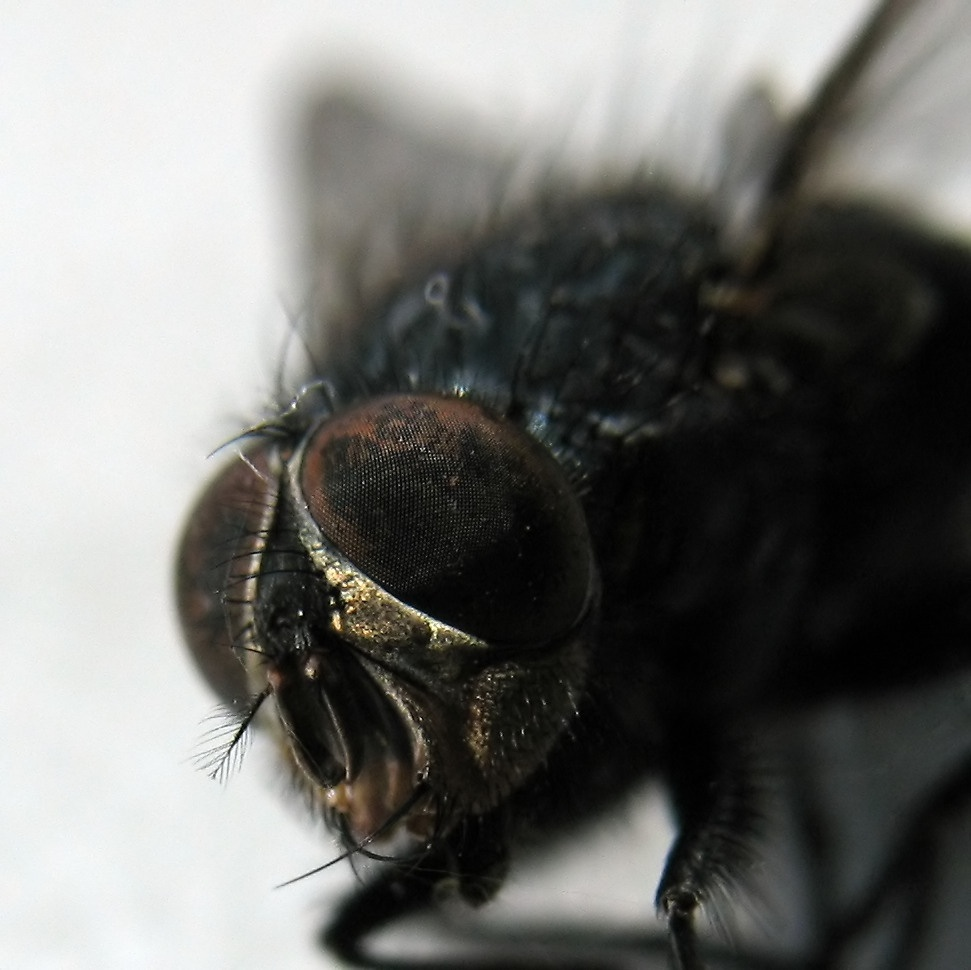
Holoptyczne ustawienie oczu u muchy domowej

Muchówki holoptyczne – muchówki, u których oczy złożone stykają się ze sobą poniżej przyoczek w jednym punkcie lub na większej długości.
U muchówek holoptycznych czoło i ciemię są od siebie rozdzielone i znacznie zredukowane. Czoło występuje w postaci trójkąta czołowego, a ciemię w postaci trójkąta ciemieniowego. Holoptyczne bywają często samce, u których oczy złożone są zwykle lepiej rozwinięte u samic, co jest przejawem dymorfizmu płciowego.